# 決戰紫禁之巔
《決戰紫禁之巔》為2000年的香港贺岁武侠片，根据古龍的《陸小鳳之决戰前後》為劇本改编，投资四千万港元。導演為劉偉強，動作設計為程小東，劉德華、鄭伊健、張家輝、趙薇和楊恭如主演，讲述叶孤城与西门吹雪比武决战和叶孤城秘密的夺位阴谋计划。香港收获2133万港币，位列香港年度华语片第五位。

## 劇情
“大盗鬼王”从皇宫中偷取玉玺并将它交给了“剑圣”叶孤城，叶孤城计划利用它借花献佛、物归原主。天山派掌门凌云鹤带领叶子青等四位女徒弟下山，凌云鹤对徒弟说大盗鬼王就是大内密探龙龙九，龙龙九来到他们所开的小酒馆喝酒中毒，利用内功逼出毒酒，并指出凌云鹤才是真正的大盗鬼王，之后双方展开激战，龙龙九的好友“剑神”西门吹雪前来相助，最终凌云鹤和三位女徒战死（三人被其师傅当成挡箭牌而死）仅留叶子青存活，此后西门吹雪负责照料受伤的叶子青康复。
叶孤城使出“天外飞仙”现身皇宫，叶将玉玺交给龙龙九并请他转告西门吹雪，叶要在元宵节太和殿屋顶与西门比剑一决高下，飞凤公主一见到武力高强、气度不凡的叶皇叔就心生崇拜之情和少女爱意。龙龙九将玉玺交给皇上并将比武之事告之，皇上出于感激叶皇叔就同意此事，还赋予龙龙九拥有发出八面金牌赐予八人准许入宫观战的权力，出宫后龙龙九去妓院找他的老相好“玉如意”风流快活。公主在与龙龙九交谈中肯定叶孤城会赢，龙龙九则不确定谁输谁赢，龙龙九的好友、帮会人物金胡子在比武赌注中押西门赢。
叶孤城在春华楼约战唐门兄弟引得众人前去围观，善用暗器和毒物的唐门兄弟不敌叶孤城，叶孤城的高强身手引得众人夸赞，龙龙九对叶孤城的身手感到不可思议，金胡子则后悔押错赌注。之后公主跟踪叶孤城进入一个山洞，发现受了伤的叶仍轻松击败进洞围攻他的一众刺客。公主提出要为他寻找千山雪莲为其治毒疗伤，双方约定利用口吹叶子之声作为联络的信号。
西门吹雪作为饼铺的主人，在照料叶子青的过程中令二人的感情不断升温。天山派的两位男徒来找龙龙九为师傅报仇但不敌龙龙九，后来善于捏制泥偶的师弟石子伦被人所杀，龙龙九想从死者手中三个泥偶的面貌（有一个泥偶面目不确定）来寻找凶手，后来根据泥偶确定身份的两人——开赌坊的麻六哥和太监刘总管陆续被杀，他怀疑不确定身份第三人是杀人凶手。公主从其皇兄那里求到天山雪莲后去山洞寻找叶孤城，不过失望而归。公主坐在屋顶上思念叶孤城，未料他突然现身来到她的身边，公主确信他会赢并向他表露爱意。龙龙九提醒公主，爱上一个剑客需要承受巨大的压力，两人前去寻找石子伦的师傅“巧夺天工”，未料巧夺天工很快也遇害凶手还嫁祸给西门吹雪。龙龙九和公主身中陷阱被困，幸得西门吹雪所救并带往其饼铺与叶子青认识。天山派两位男弟子前来找龙龙九和西门吹雪，二人已查出其师傅凌云鹤是真正的大盗鬼王令双方的恩怨得以化解，然后拜祭了师傅之墓。
决战之前公主再次见到了叶孤城，她担心西门吹雪在决战中会伤害叶孤城，叶孤城则表示决战之日无法改期，尽管他是平南王的私生子无法成为皇帝，但是成为剑术王者一直是其心愿。元宵月圆之夜，西门吹雪与叶孤城在大殿屋顶比武，不过很快发现是受伤的唐飞在假扮叶孤城。另一边在皇帝的寝室里，真正的叶孤城身穿龙袍在太监刘通（之前诈死）的协助下，想要谋害皇帝，他们计划在皇帝死后让叶孤城戴上皇上的人皮面具，再过一年后公告天下皇上出家并传位给叶皇叔。很快龙龙九等人率领众人包围了寝宫，并指出石子伦是因为知道了叶孤城的夺位阴谋而被叶孤城所杀，唐飞等人也被叶所利用，公主则对叶的所作所为感到不解和伤心。迫于皇上人多势众，叶孤城主动认输并请求准许自己与西门吹雪一决高下，皇上下令比武过后无论谁胜谁负叶孤城都要自尽。
在与西门吹雪剑术比拼中，两人施展绝顶剑术从屋顶打到屋内令观众目不暇接，最终叶孤城被西门的剑刺穿身体造成重伤，临死前叶孤城不甘心做不了皇帝，他一步步向皇位走去并在公主的搀扶下坐上了皇位，他请求公主做他的妻子并亲吻了她，最终死在了公主怀里。天亮后叶子青与玉如意在皇城外等到了西门吹雪和龙龙九的归来团聚。

## 演員表

### 主要角色
| 演員   | 角色     | 粵語配音 | 備註                                                      |
| 劉德華 | 葉孤城   |          | 劍聖 平南王的私生子 白雲城主 最後被西門吹雪打敗而傷重身亡 |
| 鄭伊健 | 西門吹雪 |          | 劍神 梅馨餅舖主人 喜歡葉子青                              |
| 張家輝 | 龍龍九   |          | 大內秘探 西門吹雪的好友 原型為原著中的陸小鳳              |
| 趙薇   | 飛鳳公主 | 周文瑛   | 皇帝的妹妹 喜歡葉孤城                                     |
| 楊恭如 | 葉子青   |          | 天山七子之一 喜歡西門吹雪                                 |
| 天心   | 玉如意   | 曾秀清   | 青樓紅牌 龍龍九的情人                                     |
| 譚耀文 | 皇帝     |          | 明朝皇帝 葉孤城是他皇叔                                   |

### 其他演員
| 演員   | 角色                  | 粵語配音 | 備註                                   |
| 徐少強 | 凌雲鶴                | 高翰文   | 天山派掌門 大盜鬼王                    |
| 徐錦江 | 金鬍子                |          | 京城中的幫會老大 龍龍九的結拜兄弟      |
| 黃一飛 | 刑部尚書              | 潘文柏   |                                        |
| 林曉峰 | 龍龍七                |          | 大內秘探                               |
| 黃斌   | 龍龍六                |          | 大內秘探                               |
| 耿樂   | 嚴子俊                | 潘文柏   | 天山七子之一                           |
|        | 蕭子沖                |          | 天山七子之一                           |
| 李煒尚 | 石子倫                |          | 天山七子之一 巧奪天工首徒              |
|        | 唐靈 （劇名無人演出） |          | 四川唐門 曾被葉孤城殺害                |
|        | 唐勇                  | 高翰文   | 四川唐門                               |
| 景崗山 | 唐飛                  | 雷霆     | 四川唐門 决戰之夜為葉孤城的替身        |
|        | 唐傲                  |          | 四川唐門                               |
| 劉威   | 劉通                  | 周志輝   | 太監 大內總管 協助葉孤城謀朝篡位的内鬼 |
| 吳志雄 | 麻六哥                | 周志輝   | 紫禁城中的地下賭場當家 號稱「骰魔」    |
|        | 巫道德                | 張炳強   | 與金鬍子賭全副身家，决戰之夜誰是勝利者 |
|        | 金光達                | 黃志明   | 御前四大高手之一                       |
| 詹小楠 | 女士兵                | 鄭麗麗   | 龍龍九片頭調戲的女人                   |

## 主角比較
| 人 物    | 稱 號 | 絕 技          | 兵 器 |
| 葉孤城   | 劍聖  | 天外飛仙       | 巨闕  |
| 西門吹雪 | 劍神  | 雪落無痕劍閃殘 | 霜逝  |

## 制作
《决战紫禁之巅》是中国电影集团公司、永盛电影公司联合出品，作为合拍片在中国内地上映不占用电影进口配额。影片在北京文化宫、北京电影制片厂和紫禁城取景拍摄，其中的最后一场压轴戏是在天安门广场拍的。